# Dipartimento di San Justo (Córdoba)
San Justo è un dipartimento argentino, situato nella parte orientale della provincia di Córdoba, con capoluogo San Francisco.

## Geografia fisica
Esso confina a nord con la provincia di Santiago del Estero, ad est con quella di Santa Fe, a sud con i dipartimenti di Marcos Juárez e Unión, ad ovest con i dipartimenti di Río Segundo, Río Primero e Tulumba.
Il dipartimento è suddiviso nelle seguenti pedanie: Arroyito, Concepción, Juárez Celman, Libertad, Sacanta e San Francisco.

## Società

### Evoluzione demografica
Secondo il censimento del 2001, su un territorio di 13.677 km², la popolazione ammontava a 190.182 abitanti, con un aumento demografico del 7,63% rispetto al censimento del 1991.

## Amministrazione
Nel 2001 il dipartimento comprendeva:
- 8 comuni (comunas in spagnolo):
  - Colonia Anita
  - Colonia Iturraspe
  - Colonia Las Pichanas
  - Colonia San Pedro
  - Colonia Valtelina
  - Plaza Luxardo
  - Toro Pujio
  - Villa San Esteban
- 30 municipalità (municipios in spagnolo):
  - Alicia
  - Altos de Chipión
  - Arroyito
  - Balnearia
  - Brinkmann
  - Colonia Marina
  - Colonia Prosperidad
  - Colonia San Bartolomé
  - Colonia Vignaud
  - Devoto
  - El Arañado
  - El Fortín
  - El Tío
  - Freyre
  - La Francia
  - La Paquita
  - La Tordilla
  - Las Varas
  - Las Varillas
  - Marull
  - Miramar
  - Morteros
  - Porteña
  - Quebracho Herrado
  - Sacanta
  - San Francisco
  - Saturnino María Laspiur
  - Seeber
  - Tránsito
  - Villa Concepción del Tío